# ヘンリー・ダルシー

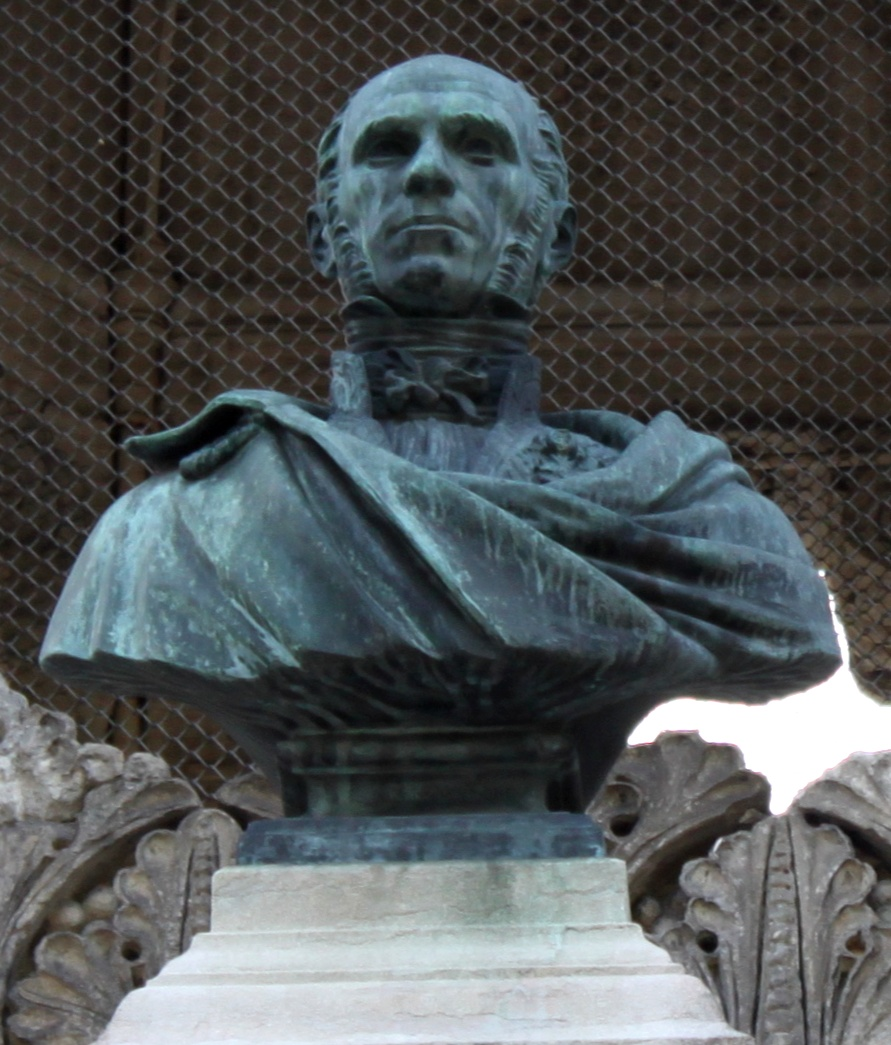
ダルシー庭園にある胸像

ヘンリー・フィリベール・ ガスパール・ダルシー（フランス語: Henry Philibert Gaspard Darcy、1803年6月10日 - 1858年2月3日）は、フランスの技術者。地下水の流れに関するダルシーの法則や、ダルシー・ワイスバッハの式などで水理学に大きな貢献をした。

## 生涯
フランスのディジョンで生まれる。1817年、14歳の時に父親が死去したが、母親は学費を借金によって支払った。1821年、パリのエコール・ポリテクニークに入学し、2年後に国立土木学校に転入した。この転入により、卒業後は技術分野の高級官僚団（フランス語: Grand corps de l'État）の1つである土木技官（フランス語: Ingénieur des ponts et chaussées）として採用された。
1828年に、ディジョンに家族とともに暮らしていたイギリス人のヘンリエッテ・キャリー(Henriette Carey)と結婚した。
官僚団の一員として、井戸掘削による上水供給の代わりに、ディジョン市内での加圧式の上水システムを建設した。このシステムは、ホゾア(フランス語: Rosoir)にある湧き水から12キロメートル離れた都市近くの貯水池まで水道によって水を運び、2万8千キロメートルにも及ぶ上水道管網により市内に十分な水を配給するものとなっている。このシステムの特徴は、全てが重力によって動いているため、ポンプを必要としない点である。この上水システム以外にも、ディジョン内外で、ディジョン市役所の公共事業に携わった。
このような水道網の整備をしている時に、水が管路を流れる際に摩擦によって失われるエネルギー（損失水頭）を計算するための公式であるプロニーの式を改良した。この式は、後に更にユリウス・ワイスバッハによって修正され、ダルシー・ワイスバッハの式として、今日でも摩擦損失水頭を計算するために利用されている。
1848年には、コート＝ドール県（県庁所在地がディジョン）の主任技術者となる。その後すぐに政治的圧力によってディジョンを離れるが、パリで水道・道路局の主任局長となった。この間、更に管路の流れと摩擦に関する水理学的な研究を進めることができた。その成果として、ピトー管の形状を改良し、今日使われているようなものとした。
体調の悪化により1855年に辞職することとなったが、ディジョンで研究を継続することを許可された。1855年と1856年には、カラム試験（円柱状の試験体に液体を通す試験）を指揮し、後にダルシーの法則と呼ばれる公式の研究を進めた。この結果は当初は砂の中を流れる水（地下水）を対象としたものだったが、現在ではより広範囲に一般化され様々な状況でも使用されている。この研究成果をたたえ、透水係数の単位として「ダルシー（英語: Darcy）」が使われることがある。
1858年、パリへの旅行中に肺炎によって死去し、ディジョン墓地(フランス語: Cimetière de Dijon)に埋葬された。

## 記念碑・地名
ダルシーの功績をたたえ、ディジョンにはダルシー広場（フランス語: Place Darcy）やダルシー庭園（フランス語: Jardin Darcy）（ダルシーの建設した水道の供給源である湧き水の近く）があり、ダルシー庭園には彼の胸像がある。

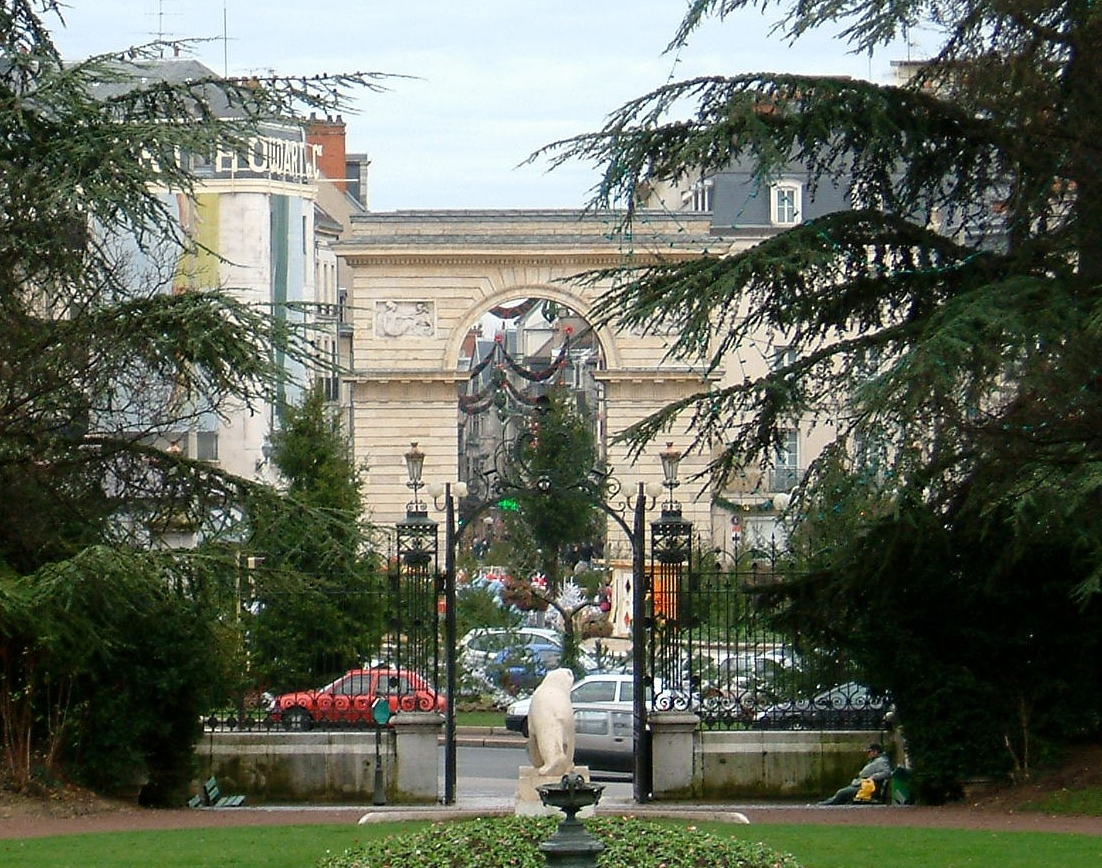
ダルシー広場
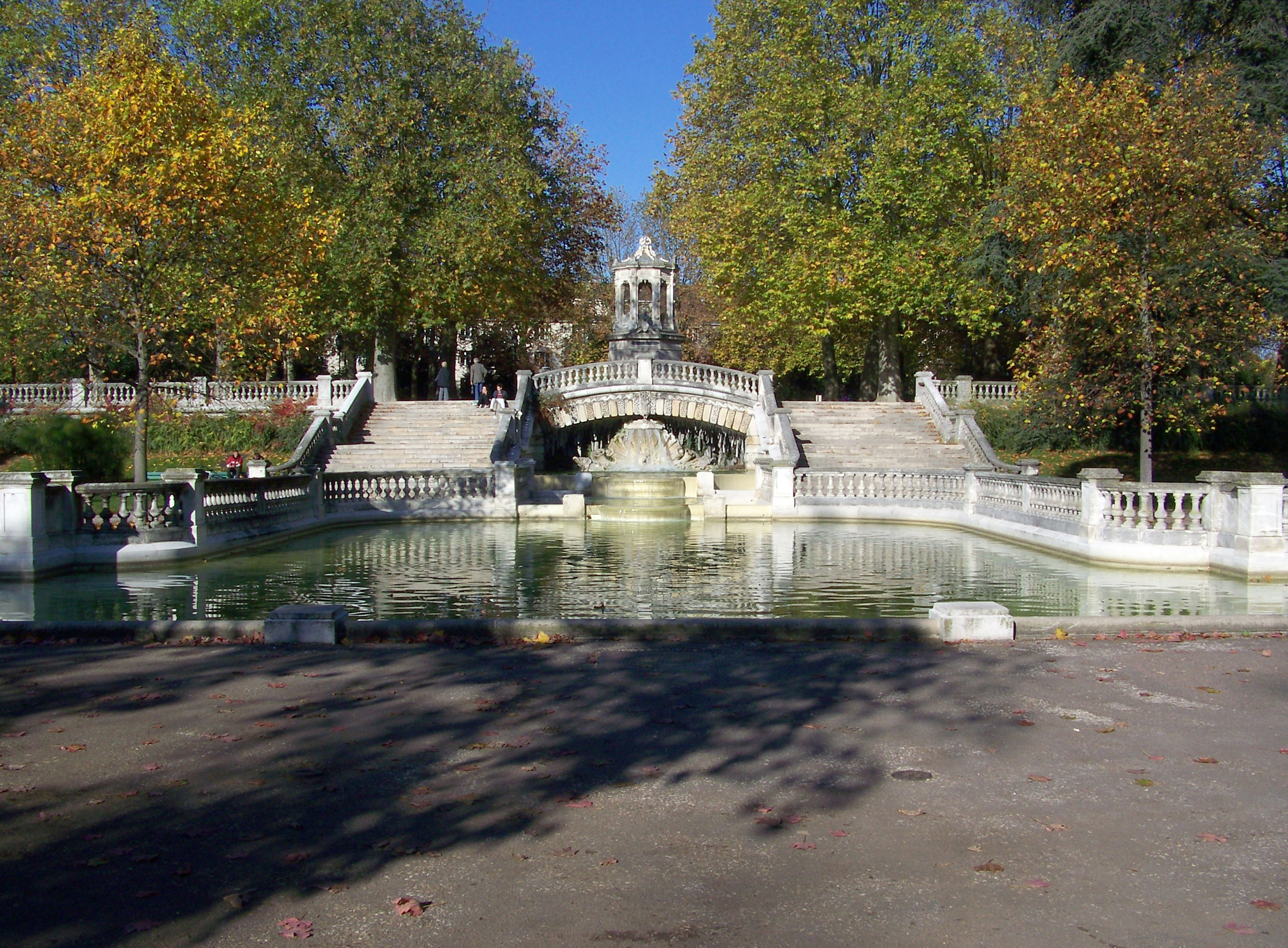
ダルシー庭園

## 主要な著作物
- Darcy, Henry (1856). Les fontaines publiques de la ville de Dijon. Paris: Dalmont
- Henry Darcy, Henri Bazin, "Recherches hydrauliques entreprises par M. Henry Darcy continuées par M. Henri Bazin. Première partie. Recherches expérimentales sur l'écoulement de l'eau dans les canaux découverts," Paris, Imprimerie impériale, 1865.
- Henry Darcy, Henri Bazin, "Recherches hydrauliques entreprises par M. Henry Darcy continuées par M. Henri Bazin. Deuxième partie. Recherches expérimentales relatives au remous et à la propagation des ondes," Paris, Imprimerie impériale, 1865.